# Glinë
Glinë – wieś położona w południowo-wschodniej części Albanii w gminie Qendër Leskovik. Wieś znajduje się 151 kilometrów od stolicy państwa, Tirany.